# Gwardia Gorzów Wielkopolski
Gwardia Gorzów Wielkopolski – polski klub żużlowy z Gorzowa Wielkopolskiego działający w latach 1949–1951. Powstał w 1949 roku przy Komendzie Powiatowej Milicji Obywatelskiej i od sezonu 1949 przystąpił do rozgrywek okręgowych (Poznańskiej Ligi Okręgowej) – w ramach Drużynowych mistrzostw Polski maszyn przystosowanych. 
25 września 1949 roku rozegrano pierwsze ligowe zawody żużlowe w Gorzowie Wielkopolskim. Oprócz gospodarzy w imprezie wzięły udział dwie poznańskie drużyny: Gwardii i Kolejarza. W 1949 roku odbyły się także na gorzowskim torze kolejne edycje „Złotego Pucharu Ziemi Lubuskiej” i eliminacji mistrzostw okręgu poznańskiego.
W marcu 1950 roku resort spraw wewnętrznych wydał zarządzenie ograniczające członkostwo w klubach gwardyjskich tylko do sportowców będących pracownikami milicji obywatelskiej. Spowodowało to, że pod znakiem zapytania stanęła dalsza kariera tych żużlowców gorzowskiej Gwardii, którzy zawodowo pracowali gdzie indziej. W tej sytuacji postanowiono powołać sekcję żużlową przy Klubie Sportowym Stal Gorzów Wielkopolski, którą od razu zasilili posiadający własny sprzęt Gwardziści: Tadeusz Stercel, Tadeusz Gomoliński, Czesław Szypliński i Kazimierz Wiśniewski. 
12 sierpnia 1951 roku odbył się derbowy trójmecz z udziałem dwóch gorzowskich drużyn: Gwardii i Stali oraz Włókniarza-Unii Piła. W zawodach zwyciężyła Stal, zdobywając 24 punkty, przed Włókniarzem (14 pkt.) i Gwardią (11 pkt.).
Pod koniec 1951 roku działacze Gwardii dostrzegając duże możliwości rozwoju żużla w Stali, podjęli decyzję o przekazaniu sekcji do tego właśnie klubu.

## Poszczególne sezony
| Sezon | Rozgrywki ligowe | Rozgrywki ligowe | Rozgrywki ligowe |
| Sezon | Liga             | Miejsce          |                  |
| ----- | ---------------- | ---------------- | ---------------- |
| 1949  | PLO              | 4/9              |                  |
| 1950  | PLO              | 2/9              |                  |
| 1951  | PLO              | 6/9              |                  |

| Poziom ligowy | Liczba sezonów | Sezony    |
| ------------- | -------------- | --------- |
| PLO           | 3              | 1949–1951 |

## Żużlowcy
| Imię i nazwisko      | Narodowość | Sezony    |
| -------------------- | ---------- | --------- |
| Mieczysław Cichocki  | Polska     | 1949–1951 |
| Julian Drobny        | Polska     | 1949      |
| Stanisław Frącewicz  | Polska     | 1949–1951 |
| Tadeusz Gomoliński   | Polska     | 1949      |
| Lech Jasiński        | Polska     | 1949      |
| Antoni Kapusta       | Polska     | 1949      |
| Zdzisław Kowalski    | Polska     | 1949–1950 |
| Ryszard Miara        | Polska     | 1949      |
| Henryk Rzeczyński    | Polska     | 1949–1951 |
| Tadeusz Stercel      | Polska     | 1949      |
| Czesław Szypliński   | Polska     | 1949      |
| Kazimierz Wiśniewski | Polska     | 1949      |